# Station Rheine
Station Rheine (Bahnhof Rheine) is een spoorwegstation in de Duitse plaats Rheine, in de deelstaat Noordrijn-Westfalen. Dagelijks verwerkt het station ongeveer 12.000 reizigers.

## Locatie
Het station Rheine bevindt zich ten zuidwesten van de binnenstad van Rheine. De binnenstad zelf ligt op loopafstand van het station. De Ringstraße, die om de binnenstad loopt, bevindt zich direct voor de uitgang van het station.
Een busstation voor regionale bussen en een taxistandplaats bevindt zich aangrenzend aan het stationsplein, een paar honderd meter ten noordoosten van het station vandaan. De stationsomgeving heeft zich tot een winkel- en vrije-tijdscentrum van de stad ontwikkeld.
Het stationsgebouw heeft een grote centrale hal met een kiosk en een bakkerij. Ook zijn er kaartenautomaten en een digitaal paneel met actuele vertrektijden in de centrale hal. In de zijvleugels van het gebouw is er een politiebureau van de Bundespolizei, een OV servicewinkel en een fietsparkeergarage met fietsverhuur.
Het station heeft vandaag de dag twee eilandperrons met de sporen 2/3 en 4/5. Bij de start van de dienstregeling 2016 (13 december 2015) is spoor 8 weer in gebruik genomen, waarmee de RE 7 naar Krefeld elk uur kan rijden omdat deze dan niet meer in conflict komt met de Intercity naar Koblenz. Begin juli 2011 werden alle perrons toegankelijk met nieuwe liften.
In april 2012 werd het station gerenoveerd. Onder anderen werden de centrale hal en de tunnel heringericht. Tevens werd er een ingang aan de westzijde gerealiseerd.
Bij spoor 4/5 bevindt zich een servicebureau van de Deutsche Bahn en het Stationswerk.
Als onderdeel van de stimuleringsprogramma's van DB Station&Service is het station gebouw gerenoveerd. Verder zorgt nieuwe verlichting voor meer veiligheid en een nieuwe wachtruimte is voorzien van een toegankelijk toilet.

## Laatste inzet stoomlocomotieven
Het station was samen met het Station van Emden tot 1977 een bezoekplaats voor duizenden spoorweghobbyisten omdat vanuit deze plaatsen de laatste stoomlocomotieven van de DB werden ingezet op het traject Rheine - Emden.

## Treinverbindingen

### Langeafstandstreinen
Station Rheine wordt door de volgende langeafstandstreinen bediend:
| Serie         | Route                                                                                   | Route | Frequentie |
| ------------- | --------------------------------------------------------------------------------------- | --- | --- |
| IC 35         | Norddeich Mole – Norden –                                                               | Emden – Rheine – Münster – Gelsenkirchen – Oberhausen – Duisburg – Düsseldorf – Köln (– Bonn – Koblenz – Mainz – Mannheim – Karlsruhe – Offenburg – Triberg – Donaueschingen – Singen – Konstanz) | 1x per uur Emden-Köln, elke treinen naar Norddeich Mole of Emden Außenhafen. In het weekend van/naar Konstanz |
| IC 35         | Emden Außenhafen –                                                                      | Emden – Rheine – Münster – Gelsenkirchen – Oberhausen – Duisburg – Düsseldorf – Köln (– Bonn – Koblenz – Mainz – Mannheim – Karlsruhe – Offenburg – Triberg – Donaueschingen – Singen – Konstanz) | 1x per uur Emden-Köln, elke treinen naar Norddeich Mole of Emden Außenhafen. In het weekend van/naar Konstanz |
| IC 77 140/240 | Berlijn (Ostbf – Hbf – Spandau) – Stendal – Wolfsburg – Hannover – Minden – Osnabrück – | Rheine – Bad Bentheim – Hengelo – Deventer – Amersfoort Centraal – Amsterdam Centraal | 1x per twee uur                                                                                               |
| IC 77 140/240 | Berlijn (Ostbf – Hbf – Spandau) – Stendal – Wolfsburg – Hannover – Minden – Osnabrück – | Münster | 1x per dag |

### Regionale treinen
De volgende regionale treinen bedienen het station:
| Serie       | Treinsoort                          | Route | Bijzonderheden                                           |
| ----------- | ----------------------------------- | --- | -------------------------------------------------------- |
| RE 7        | Regional-Express (National Express) | Rheine – Münster (Westf) Hbf – Hamm (Westf) – Hagen Hbf – Wuppertal Hbf – Solingen Hbf – Köln Hbf – Neuss Hbf – Krefeld Hbf         | Rhein-Münsterland-Express                                |
| RE 15       | Regional-Express (Westfalenbahn)    | (Emden Außenhafen – ) Emden Hbf – Leer (Ostfriesl) – Papenburg (Ems) – Meppen – Lingen (Ems) – Rheine – Münster (Westf) Hbf         | Emsland-Express Enkele treinen van/naar Emden Außenhafen |
| RE 60       | Regional-Express (Westfalenbahn)    | Rheine – Osnabrück Hbf – Bünde (Westf) – Löhne (Westf) – Bad Oeynhausen – Minden (Westf) – Hannover Hbf – Lehrte – Braunschweig Hbf | Ems-Leine-Express 1x per twee uur                        |
| 20350 RB 61 | Stoptrein/Regionalbahn (Keolis)     | Hengelo – Bad Bentheim – Rheine – Osnabrück Hbf – Bünde(Westf) – Bielefeld Hbf                                                      | Wiehengebirgsbahn                                        |
| RB 65       | Regionalbahn (eurobahn)             | Münster (Westf) Hbf – Rheine | Ems-Bahn                                                 |

## Toekomst
In het kader van de Modernisierungsoffensive 2 voor regionale stations in Noordrijn-Westfalen wordt een grote modernisering van het station doorgevoerd. Naast toegankelijke ingangen wordt ook een tunnel verlengd naar de westzijde zodat het station van beide kanten kan worden bereikt. Daarnaast wordt een van de twee stilgelegde perrons gereactiveerd, zodat het station vijf perronsporen krijgt.